# Izabella Scorupco
Izabella Dorota Scorupco (Białystok, 4. lipnja 1970.) poljsko-švedska je glumica, pjevačica i model. 

## Životopis
Izabella Scorupco je poljskog podrijetla i 1978., kada je imala osam godina, zajedno sa svojom majkom seli u predgrađe Stockholma, gdje Izabella odrasta. U Švedskoj kao glumica postaje poznata ulogom Annelie u filmu Ingen kan älska som vi (hr. Nitko ne može voljeti kao vi). Iste je godine nastupila i u videospotu za pjesmu Lilla hjärtat (hr. Malo srce) s duetom Kärlekens vampyrer. Svjetsku slavu doživljava glumeći kao Bondova djevojka u filmu GoldenEye s Pierceom Brosnanom.
Od 1996. do 2000. Izabella Scorupco bila je udata za hokejaša Mariusza Czerkawskog, koji je igrao za Edmonton Oilers i iz tog braka ima kćer Juliu (r. 1997.). Od 1999. radi kao model za poduzeće "Oriflame" i sudjeluje u njihovim reklamnim kampanjama. Godine 2003. udaje se za Amerikanca Jeffreya Raymonda s kojim ima jedno dijete. Od tada živi u predgrađu Los Angelesa.

## Filmografija
| Godina | Naziv                   | Uloga                |
| ------ | ----------------------- | -------------------- |
| 1989.  | Ingen kan älska som vi  | Annelie              |
| 1991.  | Bert                    | Zindy Dabrowski      |
| 1991.  | V som i viking          | majka                |
| 1995.  | Petri Tårar             | Carla                |
| 1995.  | GoldenEye               | Natalya Simonova]    |
| 1999.  | With Fire and Sword     | Helena Kurcewiczówna |
| 2000.  | Vertical Limit          | Monique Aubertine    |
| 2002.  | Reign of Fire           | Alex Jensen          |
| 2004.  | Exorcist: The Beginning | Sarah                |
| 2006.  | Cougar Club             | Daniella             |
| 2007.  | Solstorm                | Rebecka Martinsson   |
| 2010.  | Änglavakt               | Cecilia              |

## Diskografija

### Singlovi
- 1990. – Substitute (Virgin Records Sweden)
- 1991. – Brando Moves (Virgin Records Sweden)
- 1991. – I Write You a Love Song (Virgin Records International)
- 1992. – Shame Shame Shame (Virgin Records International)

### Album
- 1991. – Iza (Virgin Records International)

## Vanjske poveznice

### Sestrinski projekti
|  | Zajednički poslužitelj ima još gradiva o temi Izabella Scorupco |

### Mrežna sjedišta
- Filmweb.pl – Izabella Scorupco (polj.) (životopis i filmografija)
- IMDb: Izabella Scorupco (filmografija)
- Discogs.com – Izabella Scorupco (diskografija)
- Musikear.com – Izabella Scorupco  Arhivirana inačica izvorne stranice od 14. prosinca 2014. (Wayback Machine) (diskografija)